# Johann Georg Renner (Goldschmied)
Johann Georg Renner (* vor 1692; † vor dem 12. Juni 1731) war ein deutscher Gold- und Silberarbeiter.

## Leben
Johann Georg Renner war im Kurfürstentum Braunschweig-Lüneburg Ende des 17. Jahrhunderts Bürger und Goldarbeiter der Calenberger Neustadt vor Hannover, bevor er am 11. Oktober 1692 die Tochter des in Kopenhagen tätigen Königlichen Mundkochs Meyer heiratete. Bald darauf wurden am 22. Oktober 1693 und am 16. September 1697 zwei Töchter getauft.
Etwa zu Beginn der Personalunion zwischen Großbritannien und Hannover erhielt Renner 1714/15 für die „Examinierung der vergüldeten und versilberten Zierrat am Sarg für die Kurfürstin-Witwe“ ein Entgelt von 2 Reichstalern.
1726 fertigte Johann Wilhelm Schaar in der Langestraße bei dem Silberarbeiter Renner oder dessen Sohn Johann Bernhard Renner, der ebenso wie Renners Sohn Otto Georg Renner zum Goldschmied ausgebildet worden war.

## Bekannte Werke
- 1693 datierter Kelch für die Kirche in Adensen bei Springe[1]
- Kelch und Patene in Lauenstein, Kreis Hameln[1]
- 1702 datierter Kelch und ebensolcher in Dedensen, Kreis Neustadt[1]
  - dort auch eine 1702 datierte Patene[1]
  - eine ovale Oblatendose[1]
- vergoldete Patene in Osterwald, Kreis Neustadt[1]
- Patene in Horst, Kreis Neustadt[1]
- ein Paar Tischleuchter in englischer Form, mit graviertem Vogel am Sockel; vormals Heimatmuseum Hannover, heute Historisches Museum Hannover[1]
- Milchkanne mit Reliefdekor, Museum August Kestner, Hannover[1]
- vergoldeter Kelch, gestiftet am 13. Juli 1705, Otternhagen, Kreis Neustadt[1]
- Patene, Wittlohe[1]
- 1714/15: Verzierung am Sarg der Kurfürstin Sophie[1]